# Kościół Najświętszego Serca Pana Jezusa w Rzekuniu
Kościół Najświętszego Serca Pana Jezusa – rzymskokatolicki kościół parafialny należący do dekanatu Rzekuń diecezji łomżyńskiej.

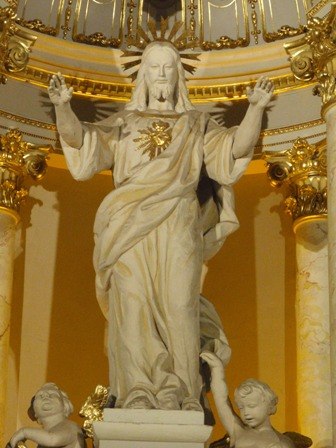
Wnętrze świątyni - ołtarz

Jest to świątynia neogotycka, wzniesiona w latach 1914-35 według projektu architekta Józefa Piusa Dziekońskiego. Kościół jest halowy, posiada transept i dwuwieżową fasadę.
Kościół został wybudowany w stylu zwanym wiślano-bałtyckim, będącym rodzimą odmianą neogotyku. Bryła świątyni posiada wysokość 60 metrów, a w nakrytym gwieździstym sklepieniem wnętrzu znajduje się ołtarz główny wykonany w latach 20. XX wieku oraz ołtarze boczne w stylu neogotyckim powstałe przed II wojną światową oraz w czasie powojennym.